# Gräberfeld von Westheim
Koordinaten: 49° 0′ 11″ N, 10° 39′ 41″ O
Das Gräberfeld von Westheim ist eine große Grabanlage aus der frühen Merowingerzeit nahe der mittelfränkischen Gemeinde Westheim in Bayern. Neben seiner ungewöhnlichen großen Ausdehnung ist es als frühester bekannter Nachweis der Franken in Mittelfranken von Bedeutung.

## Lage
Das Gräberfeld befindet sich in der Feldgemarkung „Holderheckle“ rund 450 Meter nordwestlich der Pfarrkirche St. Pankratius auf einem nach Süden zur Siedlung hin abfallenden Hang nahe dem Naturschutzgebiet Auwald bei Westheim.

## Fundbeschreibung

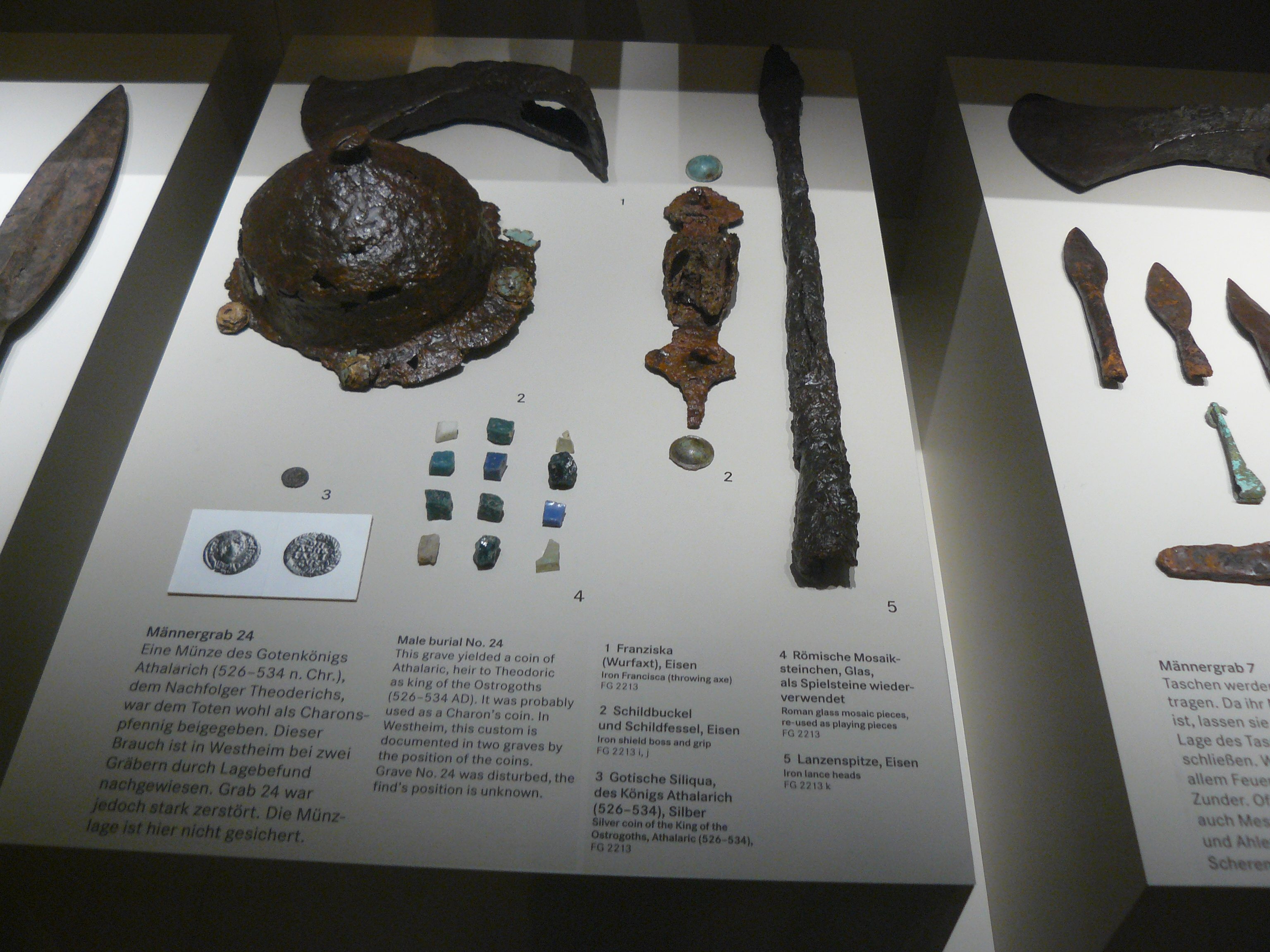
Männergrab (Nr. 24) aus dem Gräberfeld von Westheim mit Franziska, Schild-Buckel und Griff, Lanzenspitze, Münze des Gotenkönigs Athalarich (526–534) und römischen Mosaiksteinchen (Germanisches Nationalmuseum, Nürnberg)

Das Grabfeld bestand ursprünglich aus 261 Gräbern von Männern, Frauen und Kindern sowie zwei Pferdebestattungen. Die Gräber sind mehrheitlich in West-Ost-Richtung angelegte, einfach gehaltene Erdbestattungen, die ursprünglich zum Teil durch Steine oder Holzpfähle markiert waren. Vermutlich handelt es sich um den Friedhof einer einfachen Siedlung, auf dem keine Adligen oder sonstigen herausgehobenen Personen beigesetzt wurden.
Zu den Fundstücken gehören neben zahlreichen Alltagsgegenständen wie Keramik, Schnallen aus Bronze und Eisen, Fibeln, Scheren, kleinen Messer aus Eisen, Spinnwirteln, Knochenkämmen und Perlenketten auch mehrere Spathen, Saxen, Lanzenspitzen und Schildbuckel. In zwei Gräbern wurden Münzen gefunden, die den Bestatteten als Obolus in den Mund gelegt worden waren. Als hervorgehobene Fundstücke gelten eine Rosettenfibel mit Verzierungen aus Almadin, ein Paar silberne Schuhschnallen, eine Perlenkette mit Brakteatenanhängern und ein gläserner Sturzbecher.
Anhand der Funde lassen sich Gräber verschiedenen Bevölkerungsgruppen zuordnen. Aus der frühen Beisetzungsphase stammen mehrheitlich ärmliche Gräber. Ihre Ausstattung erschöpft sich weitgehend in Keramikstücken, teils sehr grob gefertigt, teils mit Verzierungen, die der elbgermanisch-thüringischen Tradition zugerechnet werden, aber auch diese eher schlecht verarbeitet, sowie einigen wenigen Schmuckstücken. Diese werden einer juthungisch-alamannischen Kultur zugeordnet, die in der Region seit dem 4. Jh. n. Chr. nachgewiesen ist. Eine darauf folgende, aber noch im 6. Jahrhundert verortete Gruppe wird durch Funde früher fränkischer Waffen wie Ango und Franziska charakterisiert und enthält einige wenige hochwertige und stark verzierte Gebrauchsgegenstände sowie typisch fränkische, an römische Vorbilder angelehnte Keramik. In der dritten Gräbergruppe aus dem späten 6. und frühen 7. Jh. n. Chr. tritt Keramik in grundsätzlich fränkischem Stil aber mit offenbar lokal entstandenen Überformungen zutage.

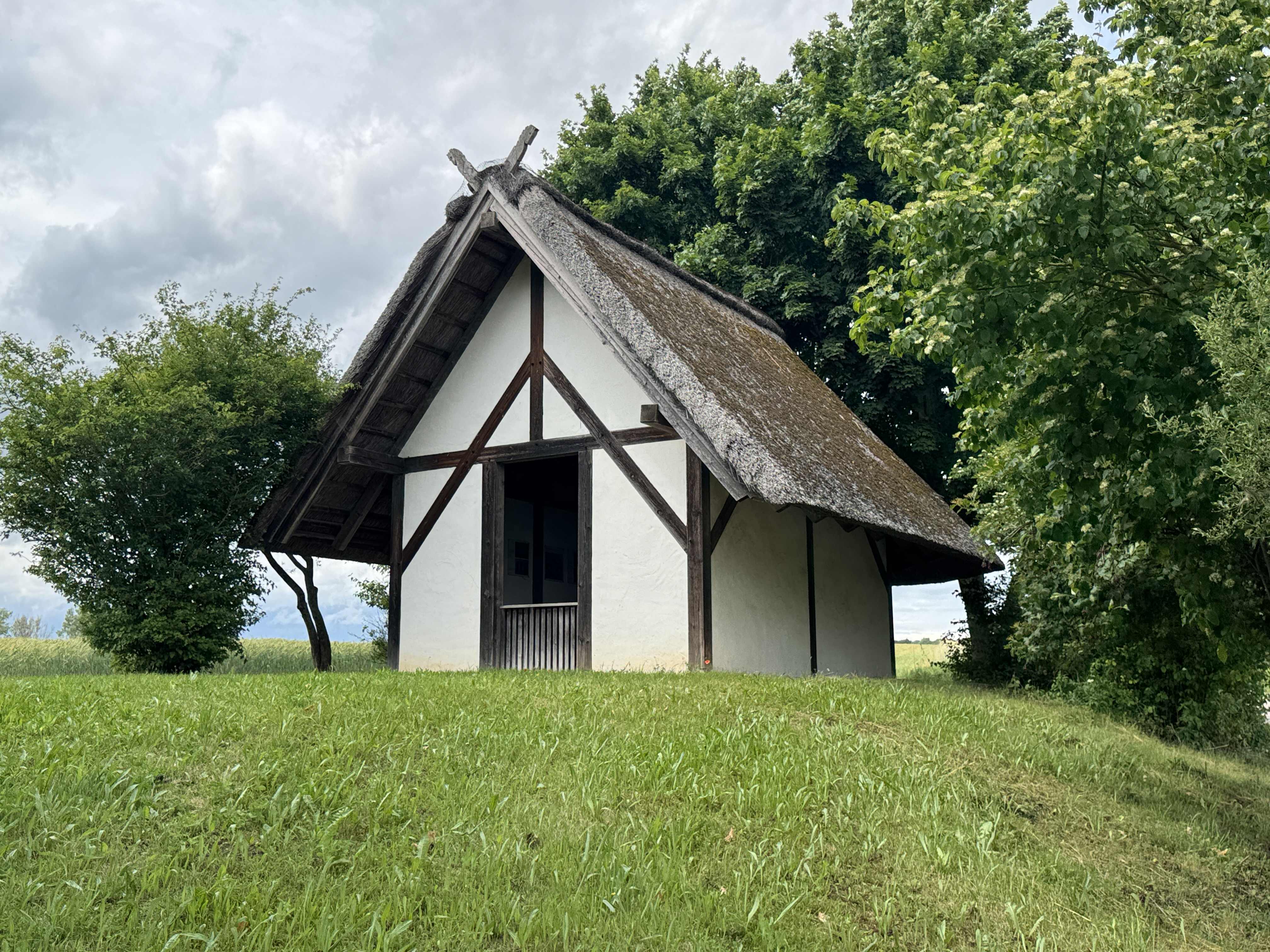
Rekonstruktion der potenziellen Kirche am Rand des Gräberfelds

Am Rande des Gräberfeldes wurden mehrere Pfostengruben entdeckt, für die eine Interpretation als Holzkirche vorgeschlagen wurde. An der Fundstelle wurde eine Rekonstruktion errichtet.

## Geschichte
Das Gräberfeld gehörte wohl nicht zu dem heutigen Ort Westheim. Dieser wurde 899 n. Chr. erstmals erwähnt und befindet sich in einer unüblich weiten Entfernung zu der Bestattungsanlage. Vielmehr wird das Gräberfeld einer Siedlung auf der Anhöhe oberhalb des Bruckbachs zugeordnet gewesen sein. Dort kreuzten sich die Römerstraßen Geilsheim-Hüssingen und Gunzenhausen-Nördlingen. Die ersten Bestattungen erfolgten spätestens 530 n. Chr., die letzten in der zweiten Hälfte des 7. Jahrhunderts. Zu diesem Zeitpunkt scheint auch die zugehörige Siedlung aufgegeben worden zu sein.
Die Funde werden dahingehend interpretiert, dass das Gräberfeld zunächst von der ansässigen elbgermanisch-alamannischen Bevölkerung genutzt wurde. Die Elbgermanen befanden sich zu diesem Zeitpunkt seit der Schlacht von Zülpich im Jahr 496 n. Chr. im Niedergang gegen die expandierenden Franken. Möglicherweise geriet die Region in dieser Zeit unter den Einfluss der Thüringer, die ihren Machtbereich ebenfalls zu Ungunsten der Alamannen erweiterten. Die Thüringer wurden jedoch 531 n. Chr. in der Schlacht an der Unstrut ebenfalls durch die Franken geschlagen. Um diesen Zeitpunkt herum erhielt offenbar auch die elbgermanisch-alamannische Siedlung bei Westheim eine fränkische Führungsschicht, die Handwerkswaren aus ihrem Kernland mitbrachte. Schließlich folgte um den Übergang zum 7. Jahrhundert herum eine Assimilation von Ober- und Unterschicht.
Um 1900 herum führte die Erweiterung eines benachbarten Steinbruchs zur Vernichtung von mindestens 16 Gräbern. Auch als Folge dieser Entwicklung unternahmen der Limesforscher Heinrich Eidam und Pfarrer Wilhelm Hornung von 1902 bis 1904 die erste wissenschaftliche Grabung auf dem Areal. Bei dieser Gelegenheit wurde der Inhalt von 24 Gräbern aus dem 6. Jahrhundert in das Archäologische Museum Gunzenhausen überführt. Zu weiteren Fundverlusten durch den Steinbruchbetrieb kam es nicht mehr.
Wegen Plänen für eine Umgehungsstraße, die über Teile des Gräberfelds geführt hätte, folgte von 1979 bis 1985 eine weitere Grabungskampagne durch Mitarbeiter des Germanischen Nationalmuseums in Nürnberg im Auftrag des Bayerischen Landesamts für Denkmalpflege und unter der Leitung von Wilfried Menghin. Dabei wurden 15 Gräber sowie mehrere ansonsten leere Gräber mit Skelettteilen entdeckt. Letztere waren offenbar Überreste älterer Grabungen.
Im Jahr 1981 fertigten Forscher der Ruprecht-Karls-Universität Heidelberg eine Erfassung auf rund 600 Quadratmeter Fläche des Gräberfeldes an und entnahmen das Inventar von drei Gräbern.